# Grafski
Grafski (en rus: Графский) és un poble (un khútor) del krai de Stàvropol, a Rússia, que en el cens del 2010 tenia 1.258 habitants. Pertany al districte rural de Kurskaia.